# Kim Sam-rak
Dans ce nom coréen, le nom de famille, Kim, précède le nom personnel.
Kim Sam-rak (coréen : 김삼락) (né le 19 juin 1940 en Corée, aujourd'hui en Corée du Sud) est un joueur de football international sud-coréen, devenu ensuite entraîneur.

## Biographie

### Carrière de joueur

#### Carrière en sélection
Avec l'équipe de Corée du Sud, il a joué en 1964. Il figure notamment dans le groupe des sélectionnés lors des JO de 1964. Lors du tournoi olympique il joue contre la Tchécoslovaquie et l'Égypte.